# Rhinoderma
Rhinoderma Duméril & Bibron, 1841 è un genere di rane della famiglia Rhinodermatidae, originario del Cile e dell'Argentina.

## Tassonomia
Comprende due sole specie:
- Rhinoderma darwinii Duméril and Bibron, 1841
- Rhinoderma rufum (Philippi, 1902)